# ازدراء المحكمة
ازدراء المحكمة (بالإنجليزية: Contempt of court)‏ غالبًا ما يشار إليه ببساطة باسم الازدراء (بالإنجليزية: contempt)‏، هو جريمة عصيان أو عدم احترام تجاه محكمة قانونية في شكل سلوك يتعارض أو يتحدى سلطة المحكمة وعدالتها وكرامتها. ويسمى موقف مماثل تجاه الهيئة التشريعية ازدراء البرلمان أو ازدراء الكونغرس.
هناك فئتان واسعتان من الازدراء: عدم احترام السلطات القانونية في قاعة المحكمة، أو عدم الامتثال لأمر المحكمة عمدًا. يظهر التحقير بشكل خاص عند إنفاذ سبل الانتصاف العادلة، مثل الأوامر القضائية. في بعض الولايات القضائية، يمكن أن يشكل رفض الرد على أمر استدعاء، أو الشهادة، أو الوفاء بالتزامات المُحلِّف، أو تقديم معلومات معينة ازدراء للمحكمة.
عندما تقرر المحكمة أن الدعوى تشكل ازدراءًا للمحكمة، يمكنها إصدار أمر في سياق محاكمة أو جلسة استماع بالمحكمة يُعلن أن شخصًا أو منظمة قد خالفت سلطة المحكمة أو لم تحترمها. هذه هي أقوى سلطة للقاضي لفرض عقوبات على الأعمال التي تعطل سير عمل المحكمة العادي.
قد ينتج تقرير انتهاك ازدراء المحكمة عن عدم الامتثال لأمر قانوني صادر عن المحكمة، أو إظهار عدم احترام القاضي، أو تعطيل الإجراءات من خلال السلوك السيئ، أو نشر مواد أو عدم الكشف عن المواد، مما يُعتبر أنه يُحتمل أن يُعطل المحاكمة العادلة. يجوز للقاضي أن يفرض عقوبات مثل الغرامة أو السجن لمن ثبتت إدانته بازدراء المحكمة، مما يجعل ازدراء المحكمة جريمة إجرائية. عادة ما يتمتع القضاة في أنظمة القانون العام بسلطة أوسع لإعلان اتهام شخص ما بازدراء المحكمة مقارنة بالقضاة في أنظمة القانون المدني.

## استخدامه اليوم
يُنظر إلى ازدراء المحكمة بشكل أساسي على أنه شكل من أشكال الاضطراب الذي قد يعيق سير عمل المحكمة. يجوز للقاضي فرض غرامات و/أو عقوبة بالسجن على أي شخص يرتكب ازدراء المحكمة. عادة ما يُسمح للشخص بالخروج بناءً على موافقته لتلبية أمر المحكمة. يمكن أن ينطوي الازدراء المدني على الإغفال. يستخدم القاضي التحذيرات في معظم المواقف التي قد تؤدي إلى اتهام شخص بالازدراء إذا تم تجاهل التحذيرات. من النادر نسبيًا أن يُتهم شخص بالازدراء دون تلقي تحذير واحد على الأقل من القاضي. الازدراء البنَّاء، ويسمى أيضًا الازدراء التبعي، هو عندما يمتنع الشخص عن تنفيذ أمر المحكمة كما تنطبق على الالتزامات الخارجية للشخص. في معظم الحالات، يعتبر الازدراء البناء في مجال الازدراء المدني بسبب طبيعته السلبية.
الاحتقار غير المباشر هو شيء مرتبط بالازدراء المدني والازدراء البنَّاء وينطوي على عدم اتباع أوامر المحكمة. يشمل الازدراء الجنائي أي شيء يمكن اعتباره مصدر إزعاج، مثل التحدث بشكل متكرر خارج الدور، أو تقديم أدلة محظورة مسبقًا، أو مضايقة أي طرف آخر في قاعة المحكمة. الازدراء المباشر هو عمل غير مقبول في حضور القاضي، ويبدأ عمومًا بتحذير، وقد يكون مصحوبًا بفرض عقوبة فورية. التثاؤب في بعض الحالات يمكن اعتباره ازدراءًا للمحكمة.
إن ازدراء المحكمة له تأثير كبير على الصحافة في شكل قيود على تقارير المحاكم المنصوص عليها في القانون في المملكة المتحدة. 

### أستراليا
في أستراليا، يجوز للقاضي فرض غرامة مالية أو السجن بتهمة ازدراء المحكمة، ويشمل ذلك رفض القيام للقاضي.

### بلجيكا
يجوز لقاضي إصلاحي أو مدني بلجيكي أن يحاكم على الفور الشخص بتهمة إهانة المحكمة.

### كندا

#### جريمة القانون العام
في كندا، يعد ازدراء المحكمة استثناءً للمبدأ العام القائل بأن جميع الجرائم الجنائية منصوص عليها في القانون الجنائي الاتحادي. ازدراء المحكمة وازدراء البرلمان هي الجرائم الوحيدة المتبقية بموجب القانون العام في كندا.
يتضمن ازدراء المحكمة السلوكيات التالية:
- عدم الاحترم، أو عدم التزام الصمت أو عدم الامتناع عن إظهار الموافقة أو عدم الموافقة على الإجراء
- رفض أو إهمال الامتثال لأمر إحضار
- تعمد عصيان عملية أو أمر صادر عن المحكمة
- التدخل في إقامة العدل بشكل منظم أو المساس بسلطة المحكمة أو كرامتها
- موظف المحكمة الذي يتخلف عن أداء واجباته
- عدم قيام الحاجب بتنفيذ أمر من المحكمة على الفور أو عدم رده

#### المحاكم الفيدرالية الكندية
ينطبق هذا القسم فقط على محكمة الاستئناف الفيدرالية والمحكمة الفيدرالية.
بموجب قواعد المحكمة الفيدرالية، القاعدة 466، والقاعدة 467، يجب تقديم أمر ازدراء للشخص المتهم بالازدراء أولاً ثم يمثل أمام المحكمة للرد على التهم الموجهة إليه. لا يمكن إصدار الإدانات إلا عندما يتم التوصل إلى دليل لا شك فيه.
إذا كان الأمر عاجلاً أو حدث الازدراء أمام قاضٍ، فيمكن معاقبة هذا الشخص على الفور. يمكن أن تتراوح العقوبة من سجن الشخص لمدة تقل عن خمس سنوات أو حتى يمتثل الشخص للأمر أو الغرامة.

#### محكمة الضرائب الكندية
بموجب قواعد محكمة الضرائب الكندية، يجوز سجن أي شخص يتبين أنه في حالة ازدراء لمدة تقل عن عامين أو تغريمه.

#### محاكم المقاطعات
توجد إجراءات مختلفة لمحاكم المقاطعات المختلفة. على سبيل المثال، في كولومبيا البريطانية، يمكن لقاضي الصلح فقط إصدار أمر استدعاء إلى الجاني بتهمة الازدراء، والذي سيتم التعامل معه من قبل القاضي، حتى لو تم ارتكاب الجريمة في مواجهة العدالة.

### هونج كونج
يتمتع القضاة من محكمة الاستئناف النهائي والمحكمة العليا والمحكمة الجزئية إلى جانب أعضاء من مختلف المحاكم ومحكمة الطبيب الشرعي بسلطة فرض عقوبات فورية على الازدراء في مواجهة المحكمة، المستمدة من التشريع أو من خلال القانون العام:
- إهانة القاضي أو العدل أو الشاهد أو موظف المحكمة
- قطع إجراءات المحكمة
- التدخل في سير العدالة
- إساءة التصرف في المحكمة (على سبيل المثال، استخدام الهاتف المحمول أو أجهزة التسجيل دون إذن)
- المحلف الذي يغادر دون إذن من المحكمة أثناء الإجراءات
- عصيان حكم أو أمر قضائي
- الإخلال بالقَسَم
- الإخلال بواجب تفرضه قواعد المحكمة على المحامي

يعد استخدام لغة الإهانة أو التهديد في محاكم الصلح أو ضد قاضٍ خرقًا للمادة 99 من مرسوم القضاة (الفصل 227) التي تنص على أن القاضي بإمكانه `` أن يحكم بإيجاز على الجاني بغرامة من المستوى 3 والسجن لمدة 6 أشهر.'
بالإضافة إلى ذلك، يتم منح بعض مجالس الاستئناف السلطة القانونية للازدراء من قبلهم. فالازدراء أمام هذه المجالس، يُصدق الرئيس على فِعل الازدراء للمحكمة الابتدائية التي تشرع بعد ذلك في جلسة استماع وتحدد العقوبة.

### إنجلترا وويلز
في إنجلترا وويلز (اختصاص قانوني عام)، تم تحديد قانون الازدراء جزئيًا في السوابق القضائية (القانون العام)، وتم تدوينه جزئيًا بموجب قانون ازدراء المحكمة لعام 1981. يمكن تصنيف الازدراء على أنه جنائي أو مدني. والعقوبة القصوى على التحقير الجنائي بموجب قانون 1981 هي السجن لمدة عامين.
السلوك غير المنظم أو المهين أو الوقح تجاه القاضي أو القضاة أثناء عقد المحكمة، والذي يميل إلى مقاطعة المسار الصحيح للمحاكمة أو أي إجراء قضائي آخر، يمكن مقاضاته على أنه ازدراء «مباشر». مصطلح «مباشر» يعني أن المحكمة نفسها تستشهد بالشخص في ازدراء من خلال وصف السلوك الذي لوحظ في السجل. يختلف الازدراء المباشر بشكل واضح عن الازدراء غير المباشر، حيث يجوز لشخص آخر تقديم أوراق تزعم ازدراء شخص ينتهك عمداً أمر محكمة قانونيًا.
هناك حدود لسلطات الازدراء التي أنشأتها أحكام صادرة عن المحكمة الأوروبية لحقوق الإنسان. وفي معرض الإبلاغ عن ازدراء المحكمة، علقت اللجنة القانونية بأن «معاقبة المدافع عما يقوله في المحكمة، سواء كان انتقادًا للقاضي أو المدعي العام، يرقى إلى التدخل في حقوقه بموجب المادة 10 من الاتفاقية الأوروبية لحقوق الإنسان.» وأن هذه الحدود يجب أن«ينص عليها القانون» وأن تكون«ضرورية في مجتمع ديمقراطي»، نقلاً عن قضية نيكولا ضد فنلندا

#### الازدراء الجنائي
محكمة التاج هي محكمة عليا وفقًا لقانون المحاكم العليا لعام 1981، وللمحاكم التاجية سلطة معاقبة الازدراء. قضت المحكمة الجزئية كجزء من المحكمة العليا بأن هذه السلطة يمكن أن تنطبق في هذه الظروف الثلاثة:
1. التحقير «في وجه المحكمة» (لا يجب أن يؤخذ حرفياً؛ لا يحتاج القاضي إلى رؤيته، شريطة أن يكون قد حدث داخل دوائر المحكمة أو يتعلق بقضية معروضة حاليًا على تلك المحكمة)؛
2. عصيان أمر محكمة؛
3. الإخلال بالتعهدات للمحكمة.

عندما يكون من الضروري التصرف بسرعة، يجوز للقاضي أن يفرض الإيداع (السجن) بتهمة الازدراء.
عندما لا يكون من الضروري الاستعجال، أو في حالة حدوث ازدراء غير مباشر، يمكن للنائب العام أن يتدخل وتقوم النيابة العامة الملكية بإقامة الدعوى الجنائية نيابة عنه أمام المحكمة الجزئية التابعة لقسم الملكة في محكمة العدل العليا في إنجلترا وويلز.
تتمتع محاكم الصلح أيضًا بصلاحيات بموجب قانون 1981 لإصدار أمر باحتجاز أي شخص «يهين المحكمة» أو يعطل إجراءاتها بطريقة أخرى حتى نهاية الجلسة. عند الاعتراف بالازدراء أو إثباته، يجوز (دائمًا) لقاضي المقاطعة (بصفته قاضيًا) أن يأمر بالحبس لمدة أقصاها شهر واحد، ويفرض غرامة تصل إلى 2500 جنيه إسترليني، أو كليهما.
يُعد إحضار جهاز تسجيل صوتي أو جهاز التقاط صور من أي نوع إلى محكمة إنجليزية دون موافقة المحكمة من الازدراء.
وفقًا للمادة 10 من القانون، لن يكون من الازدراء أن يرفض الصحفي الكشف عن مصادره، ما لم تكن المحكمة قد نظرت في الأدلة المتاحة وقررت أن المعلومات "ضرورية لصالح العدالة أو الأمن القومي أو للوقاية" الفوضى أو الجريمة ".

#### ازدراء المسؤولية الصارمة
بموجب قانون ازدراء المحكمة، يُعد نشر أي شيء يؤدي إلى خطر حقيقي يتمثل في إعاقة مسار العدالة في الإجراءات بشكل خطير، «ازدراء جنائي». ينطبق هذا فقط عندما تكون الإجراءات سارية، وقد أصدر النائب العام إرشادات بشأن الوقت الذي يعتقد فيه أن الأمر كذلك، وهناك أيضًا إرشادات قانونية. يمنع هذا البند الصحف ووسائل الإعلام من نشر مواد شديدة التطرف أو الإثارة حول قضية جنائية حتى تنتهي المحاكمة أو المحاكمات المرتبطة بها وتصدر هيئات المحلفين أحكامهم.
يُعرِّف القسم 2 من القانون ويحد من تعريف القانون العام السابق للازدراء (الذي كان قائمًا في السابق على افتراض أن أي سلوك يمكن أن يُعامل على أنه ازدراء، بغض النظر عن النية)، فقط في الحالات التي يمكن فيها إثبات نية التسبب في خطر كبير بإلحاق ضرر جسيم بإقامة العدل (أي على سبيل المثال، إجراء محاكمة).

#### الازدراء المدني
في الإجراءات المدنية، هناك طريقتان رئيسيتان يتم فيهما ارتكاب التحقير:
1. عدم الحضور في المحكمة بالرغم من الاستدعاء الذي يتطلب الحضور. فيما يتعلق بالمحكمة العليا، كان من الممكن تاريخياً إصدار أمر قضائي، ولكن الآن يتم إصدار أمر قضائي، يخول موظف التوجيه بالترتيب لإلقاء القبض على الفرد، والسجن حتى التاريخ والوقت الذي تعينه المحكمة في الجلسة التالية. من الناحية العملية، يكفي تقديم خطاب اعتذار قاسٍ إلى المحكمة لدرء هذا الاحتمال، وفي أي حال من الأحوال يكون الأمر عمومًا «مدعومًا بكفالة» - أي، يتم منح الكفالة بمجرد إجراء الاعتقال ويحتجز الشخص في مكان يُمكن العثور عليها في المستقبل.
2. عدم الامتثال لأمر المحكمة. بالرغم من وجود «إشعار جزائي» - أي إشعار لإعلام المستلم بأنه إذا لم يمتثل، فسيكون عرضة للسجن - يتم إرساله إلى الشخص المعني. إذا انتهك الأمر بعد ذلك، فيمكن بدء الإجراءات ونظريًا يمكن إرسال الشخص المعني إلى السجن. من الناحية العملية، نادرًا ما يحدث هذا لأن التكلفة التي يتحملها المدعي لرفع هذه الإجراءات كبيرة، ونادرًا ما يتم الأمر بالسجن في الممارسة العملية حيث يعتبر الاعتذار أو الغرامة مناسبًا في العادة.

### الهند
في الهند هناك نوعان من ازدراء المحكمة:
1. ازدراء مدني: بموجب المادة 2 (ب) من ازدراء قانون المحاكم لعام 1971، تم تعريف الازدراء المدني بأنه عصيان متعمد لأي حكم أو مرسوم أو اتجاه أو أمر أو عملية أخرى للمحكمة أو الانتهاك المتعمد للتنفيذ إلى محكمة.
2. الازدراء الجنائي: بموجب المادة 2 (ج) من قانون ازدراء المحاكم لعام 1971، تم تعريف ازدراء جنائي على أنه المنشور (سواء بالكلمات، المنطوقة أو المكتوبة، أو عن طريق علامات، أو عن طريق التمثيل المرئي أو غير ذلك) في أي مسألة أو القيام بأي فعل آخر على الإطلاق والذي:  1. الفضاءح أو الميل إلى الفضائح، أو التقليل أو الميل إلى خفض سلطة أي محكمة أو
  2. التحيزات، أو التدخل أو الميل إلى التدخل في أي إجراء قضائي، أو
  3. التدخل أو الميل إلى التدخل أو عرقلة أو الميل إلى عرقلة إدارة العدالة بأي طريقة أخرى.

### الولايات المتحدة الأمريكية
في الفقه القانوني للولايات المتحدة، تنقسم أفعال الازدراء عمومًا إلى مباشرة أو غير مباشرة وأعمال مدنية أو جنائية. يحدث الازدراء المباشر بحضور القاضي.
1. الازدراء المباشر هو ما يحدث في حضور رئيس المحكمة ويمكن التعامل معه بإيجاز: يُخطِر القاضي الطرف المخالف بأنه تصرف بطريقة تخل بالمحكمة وتضر بإقامة العدل. وبعد إعطاء الشخص الفرصة للرد، يجوز للقاضي أن يفرض العقوبة على الفور.
2. يحدث الازدراء غير المباشر خارج الوجود المباشر للمحكمة ويتكون من عصيان أمر محكمة سابق. بشكل عام، يتم اتهام الطرف بالازدراء غير المباشر من قبل الطرف الآخر. ويحق للشخص المُتهم بالازدراء غير المباشر ن يصله إشعار بالتهمة وفرصة لسماع أدلة الازدراء، وبما أنه لا يوجد إجراء مكتوب، فقد يُسمح أو لا يُسمح له بتقديم أدلة نقضه.

لا يعتبر ازدراء المحكمة في دعوى مدنية عمومًا جريمة جنائية، حيث يتحمل الطرف المستفيد من الأمر أيضًا مسؤولية تنفيذ الأمر. ومع ذلك، فقد نُظر إلى بعض حالات الازدراء المدني على أنها تهدف إلى الإضرار بسمعة المدعي، أو القاضي أو المحكمة بدرجة أقل.
قد تكون عقوبات الازدراء جنائية أو مدنية. إذا كان الشخص سيعاقب جنائياً، فيجب إثبات الازدراء بما لا يدع مجالاً للشك، ولكن بمجرد إثبات التهمة، يتم فرض العقوبة (مثل الغرامة أو السجن في الحالات الأكثر خطورة) دون قيد أو شرط. العقوبة المدنية على الازدراء (التي عادة ما تكون الاحتجاز بصحبة موظف المحكمة) محدودة في فرضها طالما استمر العصيان لأمر المحكمة: بمجرد امتثال الطرف لأمر المحكمة، تكون العقوبة قد رُفعت. ويقال إن الطرف المُحتجز «يحتفظ بمفاتيح زنزانته»، وبالتالي فإن الإجراءات التقليدية الواجبة ليست مطلوبة. في معظم المحاكم الفيدرالية ومحاكم الولايات، يكون عبء الإثبات على الازدراء المدني دليلًا واضحًا ومقنعًا، وهو معيار أقل من القضايا الجنائية.
في قضايا الازدراء المدني لا يوجد مبدأ التناسب. في Chadwick v. Janecka (3d Cir. 2002)، قضت محكمة استئناف أمريكية بإمكانية احتجاز هـ. بيتي تشادويك إلى أجل غير مسمى بموجب القانون الفيدرالي، لامتناعه عن تقديم 2.5 مليون دولار أمريكي كما أمرت محكمة الولاية في محاكمة مدنية. كان تشادويك مسجونًا لمدة تسع سنوات في ذلك الوقت واستمر في السجن حتى عام 2009، عندما أفرجت عنه محكمة الدولة بعد 14 عامًا، مما جعل سجنه هو الأطول بتهمة الازدراء حتى الآن.
الازدراء المدني يقع فقط عندما يكون للمتهم سلطة الامتثال للأمر الأساسي. نشأت أحكام ازدراء مثيرة للجدل بشكل دوري عن قضايا تتعلق بصناديق حماية الأصول، حيث أمرت المحكمة مستوطن تابع لصندوق حماية الأصول بإعادة الأصول إلى الوطن بحيث يمكن إتاحة الأصول للدائن. لا يمكن للمحكمة أن تحتفظ بأمر ازدراء عندما لا يكون لدى الطرف المتهم القدرة على الامتثال للأمر الأساسي. يُعرف هذا الادعاء عند تقديمه من قبل الطرف المنهم باسم «دفاع الاستحالة».
يعتبر ازدراء المحكمة امتيازًا للمحكمة، هذا الموقف غير متفق عليه عالميًا من قبل مناطق أخرى من العالم القانوني، وكانت هناك العديد من الدعوات لمحاكمة قضايا الازدراء من قِبل هيئة المحلفين، بدلاً من القاضي، لمنع التضارب المحتمل في المصالح الذي ينشأ عن أن القاضي يوجه الاتهام ويُصدر الحكم.

#### وسائل الإعلام الإخبارية في الولايات المتحدة
في الولايات المتحدة، بسبب الحماية الواسعة التي يمنحها التعديل الأول للدستور، مع استثناءات محدودة للغاية، ما لم تكن الوسيلة الإعلامية طرفًا في القضية، لا يُوجه تهمة الازدراء لمصدر إعلامي بسبب النشر عن قضية لأن المحكمة لا يجوز لها أن تأمر وسائل الإعلام بشكل عام بعدم الإبلاغ عن قضية أو منعها من نقل الحقائق المكتشفة علناً. ولا يمكن إغلاق الصحف بسبب محتواها.

#### النقد
كانت هناك انتقادات بشأن تطبيق حكم الازدراء من المحكمة. على وجه الخصوص، كتب قاضي المحكمة العليا هوغو بلاك في معارضة، «لقد حان الوقت، في رأيي، للقضاء على الفكرة التي ابتكرها القاضي وأصر عليها القاضي بأن القضاة يمكنهم محاكمة قضايا الازدراء الجنائي بدون هيئة محلفين».